# Will Davison
Will Davison, född den 30 augusti 1982 i Melbourne, Australien, är en australisk racerförare.

## Racingkarriär
Davison flyttade till Storbritannien som nittonåring (2002) för att tävla i brittiska formel Renault. Han slutade på fjärde plats och flyttade 2003, där han kom på nionde plats. Han tvingades dock avsluta sin formelbilskarriär efter 2004, då pengarna inte räckte till för platser i toppteam. Davison gjorde som så många andra; åkte hem till Australien; och mottogs med öppna armar av V8 Supercar.
2005 var hans debut i serien. Han körde bara enstaka tävlingar, men 2006 fick han köra hela säsongen; och slutade på nittonde plats, och han förbättrade det till en tiondeplats 2007. Året därpå gick det ännu bättre, och Davison tog sin första heatseger på Eastern Creek, och även omgångsvinsten.
2009 byter Davison till Holden Racing Team, där han ersätter Mark Skaife som slutar. Det var första gången Davison fick köra i ett erkänt toppteam, och han slutade tvåa i mästerskapet bakom Jamie Whincup. Höjdpunkterna på hans säsong var vinsterna i Phillip Island 500 och Bathurst 1000 km tillsammans med stallkamraten Garth Tander.